# Cementerio real en Wat Ratchabophit
El Cementerio real en Wat Ratchabophit (en tailandés: สุสานหลวง วัดราชบพิธสถิตมหาสีมารามราชวรวิหาร) se encuentra en la parte occidental de los espacios de Wat Ratchabophit en Bangkok, la capital del país asiático de Tailandia.
El cementerio contiene monumentos dedicados a numerosos miembros de la Familia Real de Tailandia, en particular los más estrechamente relacionados con el rey Chulalongkorn. Cada monumento se le asigna un número, que aparece externamente en la base de la estructura en números tailandeses. Hay 34 en total, pero uno (el N.º 3) fue eliminado.
Entre los numerosos monumentos esta el que tiene una base de cuatro edificios blancos prominentes, cada uno dedicado a una de las cuatro esposas principales del rey Chulalongkorn. También contienen las cenizas de los descendientes de las mujeres a las que se dedican. Estas cuatro estructuras se enumeran a continuación con sus números conmemorativos designados entre paréntesis.
- Monumento conmemorativo de Sunandha Nusavarya (6)
- Monumento conmemorativo de Rangsi Vadhana (9)
- Monumento conmemorativo de Saovabha Pratisthana (11)
- Monumento conmemorativo de Sukhumala Narumitra (19)